# Кфар-ха-Нагид
Кфар-ха-Нагид (ивр. כְּפַר הַנָּגִיד‎, дословно — «Деревня Нагида») — мошав в центральной части Израиля. Мошав расположен на прибрежной равнине около 20 км к югу от Тель-Авива и к северу от Явне, он подпадает под юрисдикцию регионального совета Ган-Раве. В  его население составляло . 

## История
Мошав основан в 1949 году выходцами из Болгарии и назван в честь Шмуэля Ха-Нагида (военного и государственного деятеля и поэта).
В 90-х годах XX века поселок изменил свой характер, многие жители прекратили заниматься сельским хозяйством, а в значительной части ферм были созданы склады, конторы и мастерские.

## Галерея

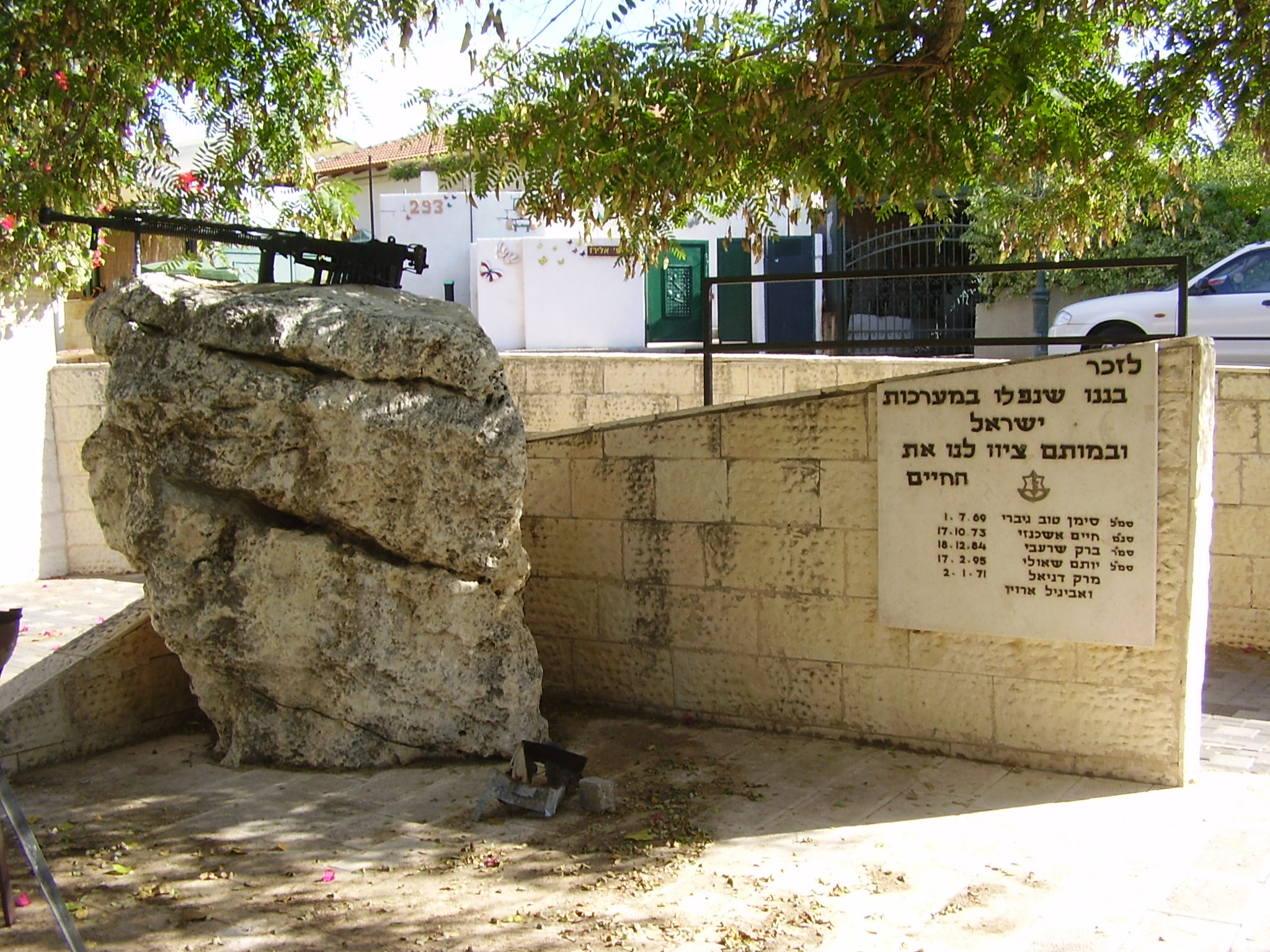
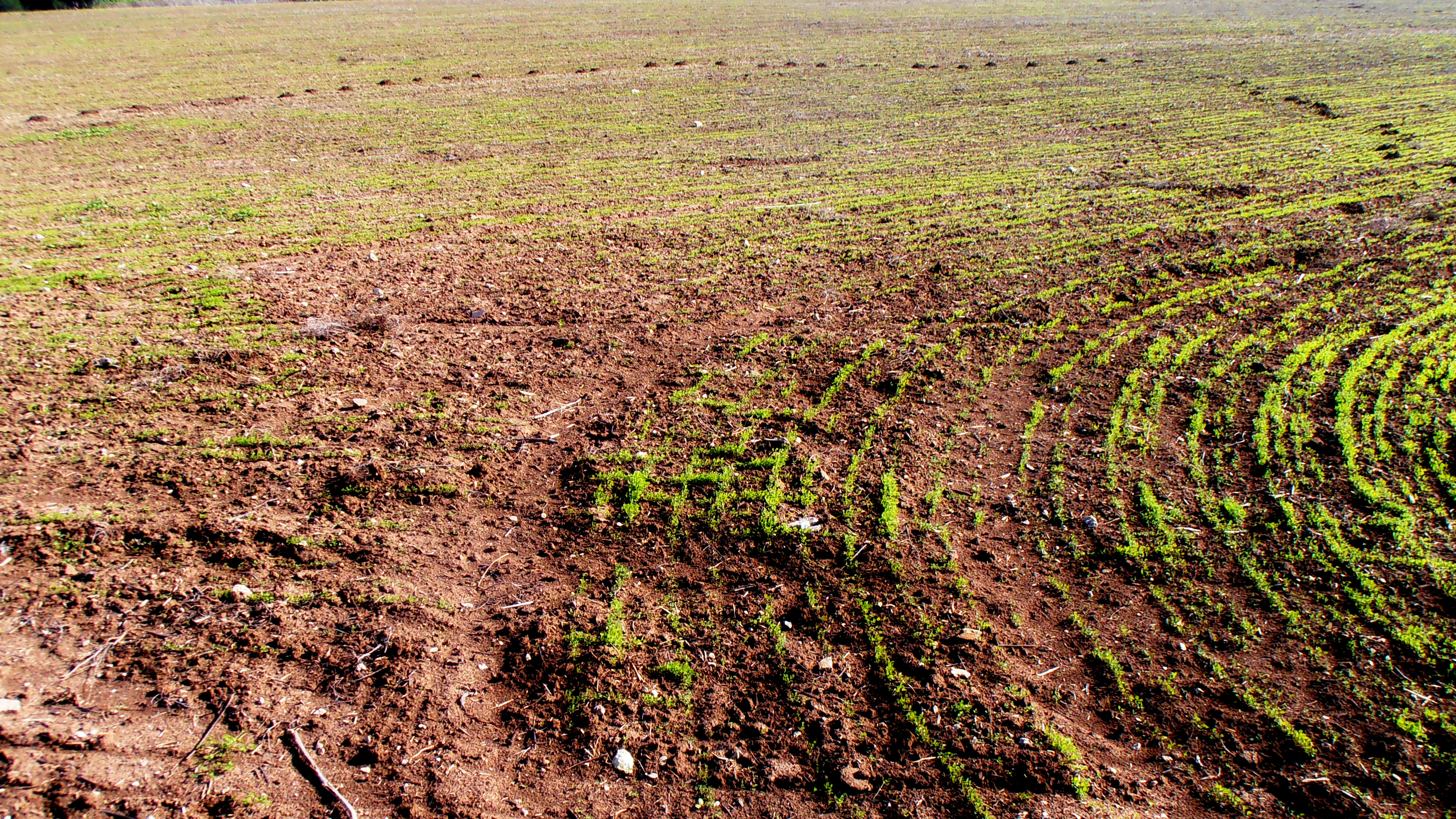

## Население
По данным Центрального статистического бюро Израиля, население на начало 2020 года составляло 1 260 человек.